# Rivolta ebraica contro Eraclio
La rivolta ebraica contro Eraclio (613-617) fu una insurrezione degli Ebrei della Palestina contro l'imperatore romano d'Oriente Eraclio I impegnato nella guerra contro i Sasanidi.
Eraclio era infatti impegnato contro i Sasanidi, che avevano attaccato le province orientali dell'impero. Gli Ebrei di Syria-Palestina approfittarono dell'occasione per ribellarsi contro Eraclio e occupare Gerusalemme (Aelia Capitolina), al fine di governarla autonomamente. La battaglia principale coinvolse Gerusalemme stessa: dopo 20 giorni di assedio, la città cadde nelle mani degli Ebrei, guidati da Beniamino di Tiberiade, e dei Persiani e la popolazione cristiana della città fu massacrata.
I Persiani concessero agli Ebrei di governare la città, cosa che questi fecero fino al 617: in quell'anno i Persiani tolsero il controllo di Gerusalemme agli Ebrei e lo rimisero nelle mani della maggioranza cristiana. Gli Ebrei, allora, cambiarono alleanza e si schierarono dalla parte di Eraclio in cambio del perdono della rivolta: quando Eraclio riconquistò la città, nel 628, effettivamente volle riconciliarsi con gli Ebrei, ma alcuni monaci fanatici lo convinsero a massacrarli.